# Riu Portugués
El riu Portugués (Portugues River) és un riu de Ponce (Puerto Rico). Té el seu origen en el Turó Guilarte, Situat a la part occidental del barri Portugués al municipi limítrof d'Adjuntas (Puerto Rico), just al nord de Ponce, desembocant en el Mar Carib després de recórrer per uns 27,6 quilòmetres (17,3 milles).